# Jil Teichmann
Jil Belén Teichmann (født 15. juli 1997 i Barcelona, Spanien) er en professionel tennisspiller fra Schweiz.